# Anania intunecalis
Anania intunecalis là một loài bướm đêm trong họ Crambidae.